# Емили Сейнт Джон Мандел
Емили Сейнт Джон Мандел (на английски: Emily St. John Mandel) е съвременна канадска писателка, авторка на научна фантастика.

## Биография
Мандел е родена през 1979 г. и израства на остров Денман край западния бряг на Британска Колумбия. Напуска училище на 18 години, за да изучава в Торонто изкуството на съвременния танц. За кратко живее и в Монреал преди да се установи в Ню Йорк.
Авторка е на 6 романа (към 2023 година). Четвъртият ѝ роман Станция Единайсет (2014 г.), е постапокалиптичен роман, чието действие се развива в близкото бъдеще на един свят, опустошен от вирус. Проследява трупа актьори в Шекспирови пиеси, които пътуват от град до град в района на Големите езера. Романът е номиниран за Националната награда за книга на САЩ, Наградата PEN/Faulkner за художествена проза и наградата „Бейлис“ за женска проза, и печели наградата за фантастика „Артър Кларк“ и Книжната награда на Торонто. В процес на създаване е филмова адаптация по романа с продуцент Скот Стейндорф.
Емили Мандел живее със семейството си в Ню Йорк.